# Stazione di Katata
La stazione di Katata (堅田駅?, Katata-eki) è una stazione ferroviaria della città di Ōtsu, nella prefettura di Shiga in Giappone. La stazione è gestita dalla JR West e serve la linea Kosei sulla sponda occidentale del lago Biwa.

## Linee
JR West
■ Linea Kosei

## Struttura
La stazione è costituita da due marciapiedi a isola con 4 binari su viadotto. 
Per quanto riguarda il traffico, per tutto il giorno alla stazione fermano circa 4 treni all'ora con rinforzi alle ore di punta.
| 1-2 | ■ Linea Kosei | per Ōmi-Imazu e Tsuruga      |
| 3-4 | ■ Linea Kosei | per Yamashina, Kyoto e Ōsaka |

## Stazioni adiacenti
| «                | Servizio        | »           |
| Linea Kosei      | Linea Kosei     | Linea Kosei |
| ---------------- | --------------- | ----------- |
| Ogoto-onsen      | Locale          | Ono         |
| Ogoto-onsen      | Rapido          | Ōmi-Maiko   |
| Hieizan Sakamoto | Rapido Speciale | Ōmi-Maiko   |